# Vodule (Piona)
Vodule (Piona sp.) je roztoč žijící ve stojatých vodách.

## Popis
Tento roztoč měří 3 mm. Je pestře zbarven. Má kulovitý tvar a osm nohou.

## Zajímavosti
Všechny vodule žijí dravě. Jejich nejčastějšími kořistmi jsou larvy hmyzu a drobní korýši, které pečlivě vysávají. Jejich larvy parazitují na vodním hmyzu nebo na jeho larvách.